# True Oglala
Hunkpatila (True Oglala, Oglala Tiyospaye), jedna od bandi Oglala Siouxa, čiji je najpoznatiji poglavica bio Ludi Konj (Crazy Horse; Tashunka Uitco).  Kasnih 1860.-tih i ranih 1870.-tih Hunkpatile ili True Oglala su zajedno s bandama Kiyuksa (Cutoffs) ili Southern Oglala i Oyuhpe (Oyukhpe), činili jednu od tri glavne skupine (tiyospaye) Oglala Sijuksa.
Sastojali su se od manjih segmenata (podbandi) koje imena nose po poglavicama: 1. Cankahuhan (Čhaŋkȟahuȟaŋ) ili He Dog's band; 2. Hokayuta (Black Twin's band); 3. Hunkpatila (Húŋkpathila, Little Hawk and Crazy Horse's band); 4. Itesica (Itéšiča, Red Cloud's band); 5. Payabya (Young Man Afraid of His Horses's band); 6. Wagluhe (Waglúȟe) Blue Horse, American Horse i Three Bear's bande.